# Кріт (розвідка)
«Кріт» — агент, який глибоко проник у структуру протилежних сил, як правило, що постачає особливо важливу, засекречену інформацію. Головна відмінність від розвідника у його традиційному значенні полягає в тому, що «кріт» вербується ще до того, як отримує доступ до закритої інформації, іноді навіть до того, як починає працювати в тій сфері, яка цікавить вербуючу сторону. Часто «кротів» вербують «на виріст», в очікуванні, що рано чи пізно «кріт» досягне високої посади в організації ворожої сторони і постачатиме корисну інформацію.

## Історія виникнення
Термін був представлений широкій публіці британським шпигунським романістом Джоном Ле Карре в його романі 1974 року Шпигун, вийди геть! i з того часу увійшов у загальний вжиток. Тим не менш, його походження неясне, також неясним є те, наскільки він використовувався спецслужбами, перш ніж стати популярним.
Ле Карре, будучи колишнім офіцером британської розвідки, казав, що термін «кріт» фактично використовувався радянською розвідкою, КДБ а відповідний термін, який використовували західні спецслужби, був «сплячий агент».
Термін «кріт» також використовувався для позначення шпигунів у книзі «Історія правління короля Генріха VI», написаній у 1626 році сером Френсісом Беконом але Ле Карре зазначив, що він не отримав даний термін з цього джерела.

## Зміст
Кріт може бути завербований ще зовсім молодим, бо йому знадобляться десятиліття, щоб отримати роботу в державній службі та подальший доступ до секретної інформації, тільки після цього він стає активним шпигуном. Мабуть, найвідомішим прикладом «кротів» були Кембриджська п'ятірка, п'ять британців — усі представники аристократії, які були завербовані КДБ ще студентами Кембриджського університету в 1930 роках, які згодом зайняли високі посади у MI6 або дипломатичних структурах і протягом багатьох років передавали секретну інформацію СРСР.
Оскільки вербування «кротів» відбувається в далекому минулому, службам безпеки важко виявити таких агентів. Можливість того, що високопоставлений політик, керівник корпорації, міністр уряду чи офіцер розвідки може бути «кротом», який працює на іноземний уряд, є найгіршим кошмаром контррозвідувальних служб.
На відміну від «кротів», більшість агентів шпигунства, такі як, наприклад, офіцер контррозвідки ЦРУ Олдріч Еймс і агент ФБР Роберт Філіп Гансен, які шпигували за урядом США на користь КДБ, були або завербовані, або пропонували свої шпигунські послуги після того, як вони стали членами цільової організації.